# Tropo cinematográfico
Un tropo cinematográfico es «una imagen identificada universalmente imbuida con varias capas de significado contextual, creando una nueva metáfora visual». Es un elemento de la semiología de las películas que conecta la denotación y la connotación. El cine reproduce tropos de otras artes y también crea propios. George Bluestone escribió en Novels Into Films que a la hora de producir adaptaciones, los tropos cinematográficos son «enormemente limitados» comparados con los tropos literarios.

## Tropos más utilizados
Algunos de los tropos más utilizados son:
- Dos personas a punto de darse un beso, son interrumpidos por un tercer personaje.
- Un personaje a punto de caer por un precipicio pero rescatado por el héroe.
- Un personaje femenino cae sobre un personaje masculino, haciendo que sus caras queden muy cerca y la atracción empiece a surgir.
- Cool guys don’t look at explosions. Un personaje que se aleja imperturbablemente mientras hay una explosión detrás de él.
- En las persecuciones en coche, hay una mujer con una carriola que por poco es atropellada.
- Nadie dice adiós al hablar por teléfono en una película.
- En las películas de terror, está el gag del espejo. Un personaje se mira en el espejo y está solo. Aparta la vista y, cuando vuelve a mirar al espejo, el monstruo o asesino de la película está detrás de él.
- Cuando hay una lucha entre el héroe y un grupo de malos, éstos atacan uno por uno, no todos a la vez.
- Un personaje entra en una habitación oscura, enciende la luz y sentado en una silla está su enemigo.
- Una vez el cabecilla de los malos es eliminado, el resto desaparecen.
- Para cambiar de un empollón marginado a una persona popular, sólo tienes que quitarte las gafas.
- Cuando un personaje quiere pasar desapercibido, se pone una gorra y unas gafas de sol.
- En el momento que tiene atrapado al héroe, el antagonista siempre toma el tiempo de explicar su plan detalladamente.